# Вествуд (округ Џеферсон, Кентаки)
Вествуд (енгл. Westwood, Jefferson County) град је у америчкој савезној држави Кентаки.

## Демографија
По попису из 2010. године број становника је 634, што је 22 (3,6%) становника више него 2000. године.
| Група             | 2000.       | 2010.       |
| Белци             | 593 (96,9%) | 548 (86,4%) |
| Афроамериканци    | 3 (0,5%)    | 35 (5,5%)   |
| Азијати           | 6 (1,0%)    | 14 (2,2%)   |
| Хиспаноамериканци | 8 (1,3%)    | 18 (2,8%)   |
| Укупно            | 612         | 634         |